# 3 Armia (USA)

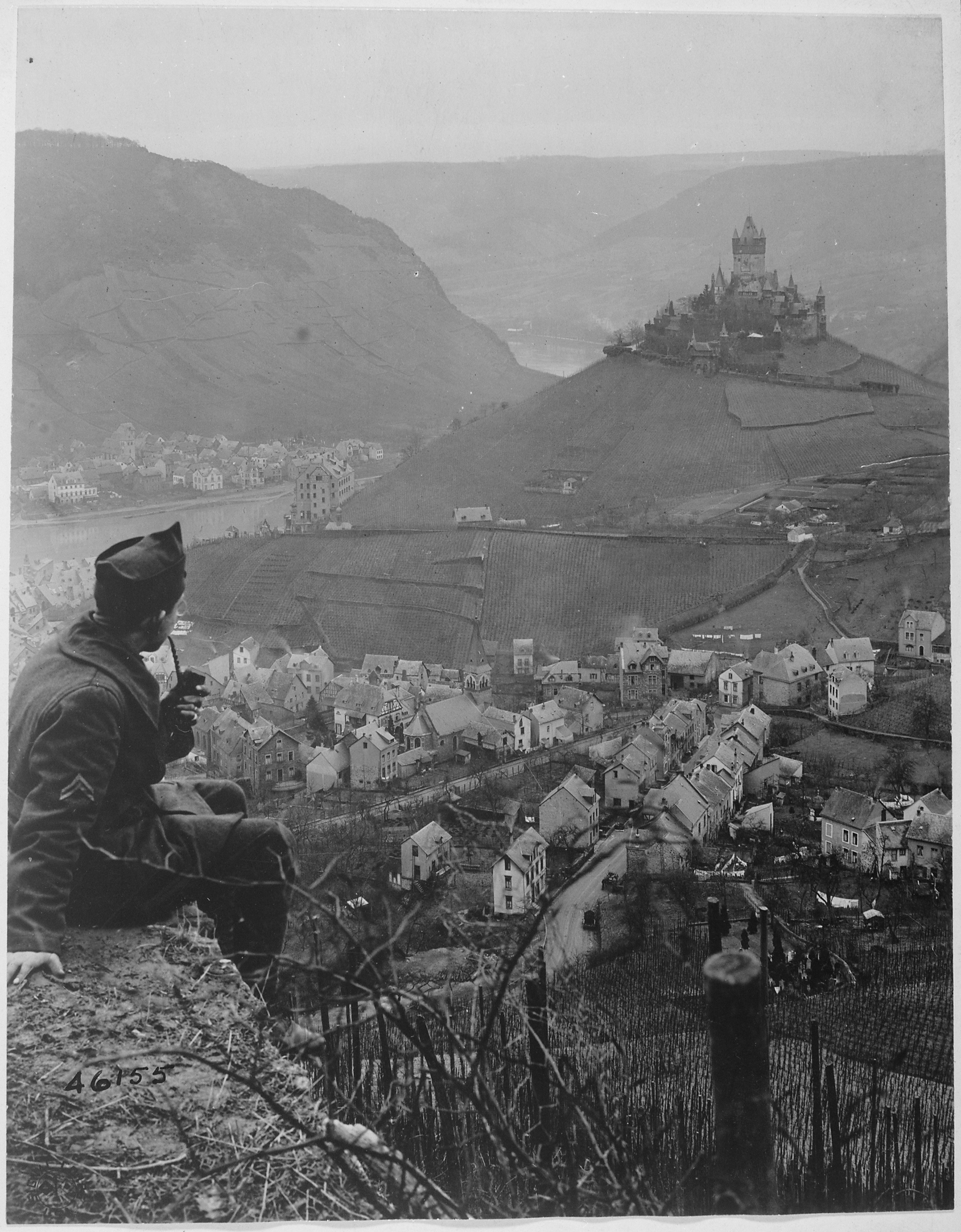
Stary zamek usytuowany na wzgórzu nad rzeką Mozelą i miastem Cochem w Niemczech był siedzibą IV Korpusu ze składu 3 Armii Stanów Zjednoczonych. Na pierwszym planie widoczny kpr. James C. Sulzer, 9 stycznia 1919 r.

3 Armia (ang. Third Army, obecnie United Stated Army Central) – związek operacyjny US Army, najstarsza i najdłużej aktywna armia polowa armii Stanów Zjednoczonych. Służyła w obu wojnach światowych, dwóch wojnach w Zatoce Perskiej oraz interwencji w Afganistanie. Najbardziej znana jest z kampanii prowadzonych podczas II wojny światowej pod dowództwem gen. George’a Pattona.
3 Armia ma obecnie siedzibę w Shaw Air Force Base w Karolinie Południowej, a część ekspedycyjna stacjonuje w Camp Arifjan w Kuwejcie. Służy jako oddział centralny komponentu wojskowego CENTCOM, amerykańskiego dowództwa centralnego, którego obszar odpowiedzialności obejmuje około 20 krajów Azji Południowo-Zachodniej.

## Sformowanie i I wojna światowa
3 Armia Stanów Zjednoczonych została po raz pierwszy sformowana podczas I wojny światowej 7 listopada 1918 r. w Chaumont we Francji, kiedy kwatera główna Amerykańskich Sił Ekspedycyjnych wydała rozkaz generalny nr 198 powołujący 3 Armię i formujący jej sztab. 15 maja gen. Joseph Dickman objął dowództwo i wydał rozkaz generalny 3 Armii nr 1. Formacja składała się wtedy z trzech korpusów (III Korpusu gen. Johna Hinesa; IV Korpusu gen. Charlesa Muira; i VII Korpusu gen. Williama Hahna), w skład których wchodziło siedem dywizji.
15 listopada 1918 r. gen. Dickman otrzymał zadanie szybkiego przemieszczenia się, w jakikolwiek sposób, do Nadrenii, aby pełnić obowiązki okupacyjne. Miał tam rozbroić i rozwiązać siły niemieckie zgodnie z rozkazem generała Johna Pershinga, dowódcy Amerykańskich Sił Ekspedycyjnych. Marsz do Niemiec rozpoczął się 17 listopada 1918 r. Oddziały 3 Armii nie spotkały się z żadnym aktem wrogości ze strony miejscowej ludności. Na zajmowanym obszarze wystarczające były zarówno dostawy żywności, jak i węgla.
12 grudnia wydano rozkaz polowy nr 11, nakazujący 3 Armii zajęcie północnego sektora przyczółka Koblencji, z elementami wyprzedzającymi do przekroczenia Renu o godz. 7:00, 13 grudnia. Przed wymarszem 1 Dywizja przeszła pod dowództwo III Korpusu. Z trzema dywizjami, 1-szą, -gą i 32-gą, III Korpus zajął amerykański sektor przyczółka Koblencji, a przemieszczanie wojsk na pozycje rozpoczęło się o wyznaczonej godzinie 13 grudnia. Cztery mosty dostępne do przeprawy przez rzekę na przyczółek Koblencji to most pontonowy i kolejowy w Koblencji oraz mosty kolejowe w Engers i Remagen. 13 grudnia 3 Armia ruszyła do przodu, przekroczyła Ren i zajęła wysunięte pozycje. Tego samego dnia 42 Dywizja przeszła spod dowództwa IV Korpusu do III Korpusu, aby zająć Mayen, Ahrweiler, Adenau i Cochem. Tymczasem VII Korpus objął rejencję Trewiru.
15 grudnia w Koblencji otwarto kwaterę główną 3 Armii w Mayen: kwaterę główną III Korpusu w Neuwied, kwaterę główną IV Korpusu pozostawiono w Cochem, a VII Korpus w Grevenmacher. Do nocy 14 grudnia oddziały 3 Armii zajęły pozycje na obwodzie przyczółka Koblencji. Siły 3 Armii na dzień 19 grudnia, kiedy ukończono tworzenie przyczółka, liczyły 9638 oficerów i 221 070 żołnierzy.
W styczniu 1919 r. 3 Armia była zaangażowana w szkolenie i przygotowywanie żołnierzy pod jej dowództwem na każdą ewentualność. List polecający, określający plan działania na wypadek wznowienia działań wojennych, został rozesłany do niższych dowódców. W lutym otwarto szkoły wojskowe na obszarze odpowiedzialności 3 Armii, zorganizowano kwatermistrzostwo, prawie 2 tys. oficerów i żołnierzy zaciągnęło się na kursy na uniwersytetach brytyjskich i francuskich, stworzono lepsze warunki do odbywania urlopu, opracowano wreszcie plany stopniowego odsyłania amerykańskich dywizji do Stanów Zjednoczonych.
W marcu kontynuowano rutynowe obowiązki okupacyjne i szkoleniowe, odbył się pokaz koni wojskowych, w strefie 3 Armii powstały dywizyjne oddziały edukacyjne, a 42 Dywizja Piechoty została odłączona z IV Korpusu i umieszczona w rezerwie armii. W kwietniu rozpoczął się exodus amerykańskich dywizji z 3 Armii do Stanów Zjednoczonych. W tym miesiącu powstały parki transportu samochodowego, odbył się pokaz pojazdów armii, obszar odpowiedzialności został zreorganizowany, została też zapoczątkowana centralizacja własności wojskowej w oczekiwaniu na jej powrót do Stanów Zjednoczonych. 20 kwietnia 1919 r. dowództwo 3 Armii przeszło z rąk gen. Dickmana na gen. Huntera Liggetta.
Jednak 14 maja 1919 r. marszałek Francji Ferdinand Foch, naczelny dowódca wojsk sprzymierzonych, przedłożył dowódcy 3 Armii plany operacyjne na wypadek, gdyby Niemcy odmówiły podpisania traktatu pokojowego. 20 maja marsz. Foch polecił dowódcom wysłanie wojsk do Weimaru i Berlina w przypadku, gdyby pokój nie został podpisany. 27 maja Foch poinformował Pershinga, że Najwyższa Rada Wojenna żąda natychmiastowego przygotowania sojuszniczych armii do wznowienia aktywnych działań przeciwko Niemcom.
1 czerwca wycofano kwaterę główną 3 Armii z Trewiru. 16 czerwca Foch powiadomił Pershinga, że armie sojusznicze muszą być gotowe po 20 czerwca do wznowienia operacji ofensywnych i że wstępne ruchy mają rozpocząć się 17 czerwca. 19 czerwca Pershing powiadomił Focha, że począwszy od 23 czerwca 3 Armia zajmie miasta: Limburg an der Lahn, Westerburg, Hachenburg i Altenkirchen oraz że III Korpus przejmie linię kolejową łączącą te miasta. 23 czerwca Niemcy wyrazili jednak zamiar podpisania traktatu pokojowego, dlatego planowane operacje zostały zawieszone. 30 czerwca Foch i Pershing uzgodnili, że wojska amerykańskie pozostaną nad Renem.
1 lipca gen. Pershing powiadomił Departament Wojny, że po spełnieniu przez Niemców nałożonych na nich warunków wojskowych (prawdopodobnie w ciągu trzech miesięcy po ratyfikacji traktatu) siły amerykańskie w Europie zostaną zredukowane do jednego pułku piechoty uzupełnionego o niezbędne jednostki pomocnicze. W związku z tym 3 Armia została rozwiązana 2 lipca 1919 r. Jej kwatera główna i cały personel (liczący wówczas około 6800 ludzi) oraz jednostki pod jej zwierzchnictwem zostały następnie przeniesione do Sił Amerykańskich w Niemczech. Ta formacja pozostała w Niemczech przez ponad trzy lata. Wynikało to, przynajmniej częściowo, z faktu, że Stany Zjednoczone, odrzucając traktat wersalski, były nadal de iure w stanie wojny z Niemcami. Sytuacja ta pozostała nierozwiązana aż do lata 1921 r., kiedy Republika Weimarska podpisała odrębny traktat pokojowy z USA.

## II wojna światowa

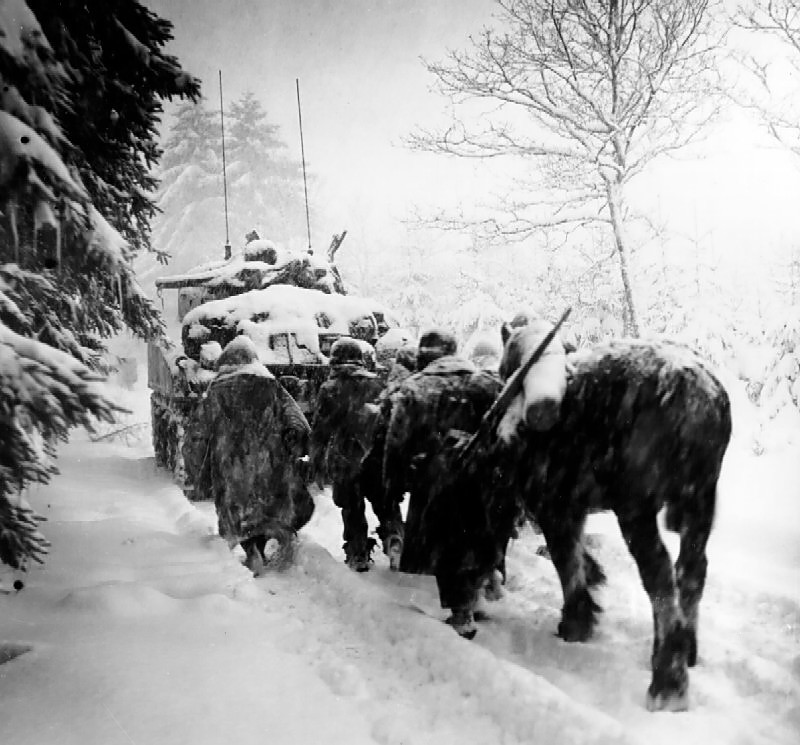
Oddziały 3 Armii w Ardenach

3 Armia została reaktywowana 9 sierpnia 1932 r. w ramach reorganizacji sił polowych w Stanach Zjednoczonych, jako jedna z czterech armii polowych, które miały na celu kontrolowanie wszystkich jednostek armii amerykańskiej stacjonujących w kraju. W praktyce aż do wybuchu II wojny światowej tworzenie struktur nie zostało w pełni ukończone.
W wyniku mobilizacji 3 Armia przyjęła rolę szkolenia części spośród ogromnej liczby rekrutów, których. Gen. Walter Krueger, który później zyskał sławę dzięki dowodzeniu 6 Armią podczas wojny na Pacyfiku, wcześniej dowodził 3 Armią od maja 1941 r. do lutego 1943 r. Pod jego dowództwem zostały położone fundamenty pod sukces armii jako formacji bojowej. Krueger został zastąpiony przez gen. Courtneya Hodgesa, który dowodził armią do końca 1943 roku. Wiadomość, której wielu się spodziewała, nadeszła w grudniu 1943 roku, a 3 Armia została wysłana ze Stanów Zjednoczonych do Wielkiej Brytanii.
3 Armia nie brała udziału w początkowych etapach operacji Overlord. Kiedy jednak wyszła w pole, prowadził ją gen. George Patton. Kiedy 3 Armia została przeniesiona do Francji, było to tuż po tym, jak 1 Armia gen. Omara Bradleya przerwała front w Normandii. 3 Armia kontynuowała ten sukces i wyzwoliła Bretanię, a następnie rozpoczęła wielki skok przez całą Francję. Dopiero nieuchronność problemów logistycznych zatrzymała siły Pattona w pobliżu granicy Niemiec.

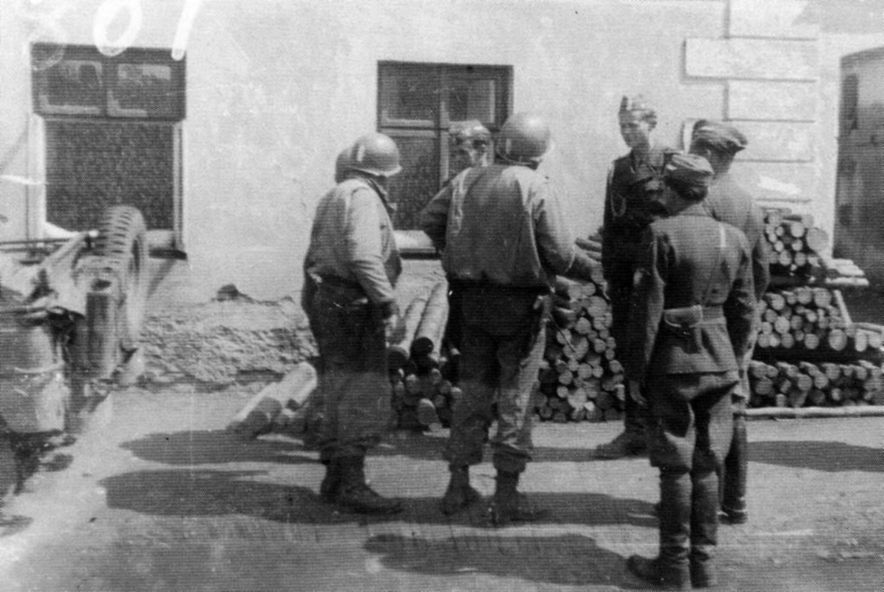
Spotkanie oficerów 3 Armii z oficerami Brygady Świętokrzyskiej, Czechy 1945 r.

Po okresie konsolidacji 3 Armia była gotowa ponownie przejść do ofensywy. Jednak Niemcy rozpoczęli swoją własną ofensywę w Ardenach. Ta bitwa była próbą powtórzenia niemieckiego sukcesu z 1940 r. Jednak w 1944 r. Niemcy byli skazani na porażkę. Ujawniły się ich własne problemy logistyczne i natarcie stanęło w miejscu. Niemniej jednak początkowo przełamano front wojsk amerykańskich i trzeba było wielkiego wysiłku, aby zmniejszyć wybrzuszenie w linii frontu. W jednym z wielkich ruchów wojennych, Patton obrócił oś natarcia 3 Armii o 90 stopni i skierował ją na południe sił niemieckich. Niemiecka ofensywa została powstrzymana do końca stycznia 1945 r. i nic już nie stało na przeszkodzie, aby zbliżyć się do Renu na całej jego długości. Do końca marca istniała już tylko jedna naturalna bariera pomiędzy 3 Armią a sercem Niemiec. Tak jak w 1918 r., 3 Armia przekroczyła Ren i rozpoczęła kolejny wielki skok na wschód. Dotarła do Austrii i w maju wyzwoliła kompleks obozów koncentracyjnych Mauthausen-Gusen. Jej siły znalazły się także w Czechosłowacji, najdalej na wschód ze wszystkich jednostek amerykańskich na froncie zachodnim.
3 Armia po raz drugi stała się siłą okupacyjną w zachodnich Niemczech. Formacja pozostała w Niemczech do 1947 roku. Po powrocie do Stanów Zjednoczonych jej obowiązki były prawie takie same jak w latach 30.; działała jako centrum dowodzenia i szkolenia jednostek stacjonujących w kraju. 3 Armia pozostawała odpowiedzialna za ten aspekt operacji sił zbrojnych USA do 1974 r., kiedy formacja została przemianowana na Armię Centralną (ang. 'United States Army Central). Pod tą nazwą uczestniczyła w obu wojnach irackich oraz interwencji w Afganistanie.